# Tonhi Terenzi
Pour l’article homonyme, voir Terenzi.
Tonhi Terenzi, né le 16 mars 1969 à Gênes, est un escrimeur italien.

## Carrière
En 1987, âgé de 18 ans, il remporte le sabre lors des Championnats du monde juniors d'escrime.
Tonhi Terenzi participe aux Jeux olympiques d'été de 1996 et  remporte la médaille de bronze dans l'épreuve de sabre par équipe.